# Kenji Gorré
Kenji Gorré (Spijkenisse, Países Bajos, 29 de septiembre de 1994) es un futbolista neerlandés. Juega de mediocampista y su equipo es el Maccabi Haifa F. C. de la Liga Premier de Israel.
Debutó en la Premier League el 24 de mayo de 2015 durante la derrota de Swansea City A. F. C. por 1-0 a manos del Crystal Palace F. C. en el Selhurst Park.[cita requerida]

## Clubes
| Club                   | País         | Año       |
| ---------------------- | ------------ | --------- |
| Swansea City A. F. C.  | Gales        | 2014-2015 |
| ADO Den Haag           | Países Bajos | 2015      |
| Swansea City A. F. C.  | Gales        | 2016      |
| Northampton Town F. C. | Inglaterra   | 2016      |
| Swansea City A. F. C.  | Gales        | 2017-2018 |
| C. D. Nacional         | Portugal     | 2018-2019 |
| G. D. Estoril Praia    | Portugal     | 2019      |
| C. D. Nacional         | Portugal     | 2019-2021 |
| Boavista F. C.         | Portugal     | 2021-2023 |
| Umm-Salal S. C.        | Catar        | 2023-2025 |
| Maccabi Haifa F. C.    | Israel       | 2025-     |